# جوهانا بنسون
جوهانا بنسون (زادهٔ ۱۷ فوریه ۱۹۹۰) ورزشکار پارالمپیکی نامیبیایی است. اهل والویس بی، او در مسابقات پرش طول و دوی سرعت تی ۳۷ شرکت می‌کند و در پارالمپیک تابستانی ۲۰۱۲ لندن در مسابقات ۲۰۰ متر زنان در رده‌بندی خود برنده شد. موفقیت او در ۲۰۰ متر در لندن، او را به اولین دارندهٔ مدال طلای پارالمپیک در تاریخ نامیبیا تبدیل کرد.

## سال‌های اولیه
جوهانا بنسون در در سال ۱۹۹۰ در والویس بی، آفریقای جنوب غربی (نامیبیای کنونی) به دنیا آمد. در پنج ماهگی معلوم شد که سمت چپ بدن او آنطور که انتظار می‌رفت، رشد نمی‌کند و تشخیص داده شد که فلج مغزی دارد.او به صورت محلی در والویس بی در مدارس ابتدایی و متوسطهٔ عمومی تحصیل کرد.

## حرفهٔ دو و میدانی
بنسون از خانواده‌ای ورزشکار است، مادرش قبل از او ورزشکار بود و عمویش برای تیم ملی فوتبال نامیبیا بازی می‌کرد. او از دوران جوانی از دویدن لذت می‌برد و استعدادش با حضور در مدرسه متوسطه کویزبموند آشکار شد.
بنسون که به عنوان یک شرکت‌کنندهٔ تی ۳۷ برای ورزشکاران مبتلا به فلج مغزی طبقه‌بندی شده بود، در اولین رویداد بین‌المللی مهم خود در سال ۲۰۱۰ زمانی که او نمایندهٔ کشورش در بازی‌های مشترک المنافع در دهلی بود، شرکت کرد. در دهلی، او وارد دو ۱۰۰ متر زنان (تی ۳۷) شد و با زمان ۱۴٫۸۱، سوم شد و مدال برنز را به دست آورد. او سال بعد برای شرکت در مسابقات جهانی پارا دو و میدانی در سال ۲۰۱۱ به کرایست‌چرچ نیوزلند رفت، اما نتوانست همان بازی هند را انجام دهد و در دوی ۱۰۰ و ۲۰۰ متر نتوانست به فینال راه پیدا کند.
موفقیت بنسون به عنوان یک ورزشکار در پارالمپیک تابستانی ۲۰۱۲ در لندن به دست آمد. بنسون ۲۲ ساله که به عنوان تنها ورزشکار زن نامیبیا وارد تیم شد، پیش از اوکسانا کرچونیاک از اوکراین، مدال طلای رقابت ۲۰۰ متر تی ۳۷ زنان را به دست آورد. بعداً در بازی‌ها، بنسون در مادهٔ ۱۰۰ متر تی ۳۷ زنان، نقره گرفت. دولت نامیبیا پس از بازگشت او به خانه، ۱۷۰۰۰۰ دلار نامیبیا برای مدال‌ها، خانه‌ای در والویس بی و یک پاسپورت دیپلماتیک به او داد. او همچنین از افراد، مؤسسات و سازمان‌های خصوصی پول دریافت می‌کرد. علاوه بر این، به او پیشنهاد آموزش رایگان و فیزیوتراپی برای چهار سال آینده از یک آژانس در زادگاهش داده شد.دستاوردهای بنسون در لندن او را به اولین ورزشکار از نامیبیا تبدیل کرد که مدال طلای پارالمپیک را به دست آورد و اولین شرکت‌کننده‌ای بود که در بازی‌های المپیک یا پارالمپیک طلا کسب کرد. پیش از او، فرانکی فردریکس از نامیبیا در سال‌های ۱۹۹۲ و ۱۹۹۶ چندین مدال نقره کسب کرده بود.
بنسون موفقیت خود در پارالمپیک را با کسب مدال در سطح قهرمانی جهان دنبال کرد. در مسابقات جهانی پارا دو و میدانی ۲۰۱۳ در لیون، دو مدال برنز را در دوی ۱۰۰ و ۲۰۰ متر کسب کرد. یک سال بعد او در بازی‌های مشترک المنافع ۲۰۱۴ در گلاسکو شرکت کرد. بنسون در پرش طول با بهترین مسافت شخصی ۳٫۸۲ متر توانست مدال برنز را به دست آورد که تنها مدال مهم بین‌المللی او در این ماده است.
بنسون در آستانهٔ بازی‌های پارالمپیک تابستانی ۲۰۱۶ در ریودوژانیرو، در دو مسابقهٔ بین‌المللی دیگر شرکت کرد. در بازی‌های آفریقایی ۲۰۱۵ در برازیل، او در دوی ۱۰۰ متر تی ۳۷ مدال طلا گرفت، البته در یک میدان ضعیف. او همچنین با کسب یک برنز در مسابقات قهرمانی ۲۰۱۵ دوحه در ۲۰۰ متر (تی ۳۷) سومین مدال قهرمانی جهان را به دست آورد. در ریو، بنسون در مراسم افتتاحیه پرچمدار کشورش بود.در حالی که مسابقهٔ مورد علاقه بنسون، دوی ۲۰۰ متر، از برنامه حذف شد، او وارد دوی ۱۰۰ متر و ۴۰۰ متر سرعت و پرش طول شد. با وجود راهیابی به فینال در هر دو مسابقه، او در هر دو مسابقه در پشت میدان به پایان رسید. زمان ۱۴٫۱۶ او در دوی ۱۰۰ متر در واقع سریعتر از زمان مدال نقره او از لندن بود، اما قدرت میدان در چهار سال گذشته به‌طور قابل توجهی افزایش یافته بود و بنسون در جایگاه هفتم قرار گرفت.